# 莫斯洛特河畔索尔叙尔
莫斯洛特河畔索尔叙尔（法語：Saulxures-sur-Moselotte，法語發音：[solsyʁ syʁ mozlɔt] ⓘ）是法国大东部大区孚日省的一个市镇，属于埃皮纳勒区。

## 地名
该地名中“Saulxures”发音为[solsyʁ]，字母“x”发音为/s/而非/ks/，《世界地名翻译大辞典》与《世界地名译名词典》将该地名误译作“莫斯洛特河畔索尔克叙尔”。

## 地理
莫斯洛特河畔索尔叙尔（47°56'58"N, 6°46'9"E）面积31.87 平方千米，位于法国大東部大區孚日省，该省份为法国东北部内陆省份，北起默兹省和默尔特-摩泽尔省，西接上马恩省，南至上索恩省和贝尔福地区省，东临上莱茵省和下莱茵省。
与莫斯洛特河畔索尔叙尔接壤的市镇（或旧市镇、城区）包括：巴斯叙勒吕、费尔德吕、拉蒙尚、勒梅尼勒、科尔尼蒙、蒂耶福斯、摩泽尔河畔吕。
莫斯洛特河畔索尔叙尔的时区为UTC+01:00、UTC+02:00（夏令时）。

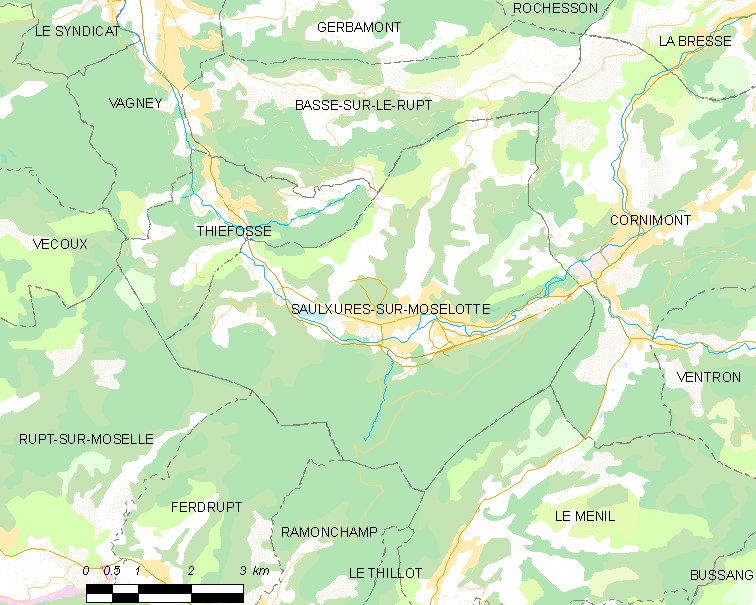
莫斯洛特河畔索尔叙尔的OSM定位图

## 行政
莫斯洛特河畔索尔叙尔的邮政编码为88290，INSEE市镇编码为88447。

## 政治
莫斯洛特河畔索尔叙尔所属的省级选区为拉布雷斯县。

## 人口

1962-2008年间莫斯洛特河畔索尔叙尔人口变化图示

莫斯洛特河畔索尔叙尔于2022年1月1日时的人口数量为2537人。